# فابور
فابور هو أول ألبوم للفنان المغربي زهير البهاوي. أصدر على سبوتيفاي 10 شتنبر 2019، وهو ألبوم بوب مغربي بإيقاعات عالمية مختلفة يحتوي على أغاني زهير الأولى بالإضافة إلى أغانيه المنفردة الخاصة بالألبوم.

## الأغاني
1. فابور
2. دينيرو
3. ديكابوتابل
4. موشاس غراسياس
5. تسالا ليا الصولد
6. الغمزة
7. البيضا مون آمور
8. بغيت وكعما حسيت
9. ما عرفتينيش
10. ما ظنيت نتفارقو